# Zé do Rancho
João Isidoro Pereira, conhecido como Zé do Rancho (Guapiaçu, 4 de junho de 1927 — São José do Rio Preto, 15 de fevereiro de 2015), foi um compositor, cantor e produtor musical brasileiro. Era avô materno de Sandy e Junior Lima.

## Vida e carreira
Na infância, Zé do Rancho trabalhava como engraxate e também fazia carretos para ajudar a família. Além disso, participava de bailes tocando cavaquinho. Aos 17 anos de idade, ele iniciou sua carreira com o nome artístico de Bonifácio, cantando, atuando e tocando instrumentos musicais em peças de drama e comédia circenses. Neste meio, conheceu Cacau do Sertão e formaram uma dupla sertaneja. Foi Cacau do Sertão quem propôs que ele adotasse um nome artístico "mais sertanejo"; ele acatou a sugestão e passou a ser Zé do Rancho. Em 1950, passou a integrar a Orquestra Nelson de Tupã, na qual permaneceu por 4 anos. Em meados da década de 1950, passou a cantar com seu irmão, Gumercindo, formando a dupla sertaneja Zé do Rancho & Zé do Pinho. A dupla se tornou conhecida por canções como "Três companheiros" e "Rincão Mato-grossense". Juntos, lançaram dois discos. Gumercindo faleceu em 1969, aos 39 anos de idade. Entre 1954 e 1962, ele integrou o trio Serrinha, Zé do Rancho e Riellinho, que se apresentava na Rádio Tupi de São Paulo. Em 1962, Serrinha se aposentou, sendo substituído no trio pela cantora Mariazinha, esposa de Zé do Rancho. Em 1965, o trio chegou ao fim e Zé do Rancho e Mariazinha passaram a formar uma dupla, cantando na Rádio Nacional até 1970. Zé do Rancho & Mariazinha lançaram quatro LPs e cantaram juntos até 1972. O maior êxito da dupla foi a canção "A Resposta da Mariquinha".
Em 1974, Zé do Rancho formou uma nova dupla com o cantor Vilmar, da então dupla Valmir e Vilmar, que adotou o nome artístico do falecido irmão de Zé do Rancho, Zé do Pinho. Entre 1974 e 1980, Zé do Rancho & Zé do Pinho lançaram seis LPs pela gravadora RCA. Em 1981, Zé do Rancho lançou um LP solo intitulado Viola sertaneja - As mais belas músicas sertanejas, contendo releituras de canções sertanejas tradicionais. Sozinho, o músico também gravou como violonista.
Pelo final da década de 1990, Zé do Rancho já não entrava mais em estúdio para gravar novos projetos, alegando ter "perdido o pique". No entanto, deu continuidade a seu trabalho de forma amadora, em um estúdio que tinha em sua casa, tocando viola, violão e cavaquinho. Em 2008, lançou seu último trabalho, o CD/DVD Zé do Rancho - Entre Parentes e Amigos, que contou com diversas participações, incluindo a de seus netos Sandy e Junior Lima e sua esposa, Mariazinha. Ele é co-autor da música "A Resposta da Mariquinha", que foi regravada por Sandy & Junior no álbum Sábado à Noite (1992). Zé do Rancho também lançou um livro autobiográfico, intitulado Um Artista e Sua História.
Além de cantor e compositor, ele trabalhou como produtor musical nas gravadoras RGE e RCA, durante as décadas de 1960 e 1970. Ele foi produtor e apresentador de programas das rádios Tupi, Nacional, Bandeirantes e Nove de Julho. Suas gravações e composições somam mais de 200 canções, sendo que muitas de suas obras também foram destinadas a outros artistas, incluindo Sérgio Reis, Belmonte e Amaraí, Milionário e José Rico e Irmãs Galvão. Seus principais instrumentos eram o violão, viola e cavaquinho, sendo que Zé do Rancho tocou como instrumentista em vários discos de outros artistas de música sertaneja.

### Morte
Zé do Rancho morreu no dia 15 de fevereiro de 2015 devido a uma insuficiência cardíaca. Durante 40 anos da sua vida, ele teve a doença de Chagas. Zé do Rancho era casado desde 1947 com a cantora Maria Vieira da Silva (conhecida durante sua dupla como Mariazinha) e teve três filhos, incluindo Noely, mãe da dupla Sandy & Junior.

## Discografia
- (1980) Zé do Rancho e Zé do Pinho • RCA • LP
- (1979) Zé do Rancho e Zé do Pinho • RCA • LP
- (1978) Gangorra • RCA • LP
- (1978) Zé do Rancho • Camden • LP
- (1977) Meu sítio, meu paraíso • RCA • LP
- (1976) Zé do Rancho e Zé do Pinho • RCA • LP
- (1975) Zé do Rancho e Zé do Pinho • RCA • LP[1]